# Gengoroh Tagame
Gengoroh Tagame (田亀 源五郎, Tagame Gengoro, 3 februari 1964) is een openlijk homoseksueel Japans mangaka. Hij is een van de meest invloedrijke artiesten van manga voor homoseksuele mannelijke lezers.
Het merendeel van zijn oeuvre bestaat uit bara verhalen met BDSM-elementen en geweld. Zijn personages zijn doorgaans hypermannelijk en zijn vaak bears. Zijn latere werk bevat ook familiedrama's voor alle leeftijden, zoals My Brother's Husband en Our Colors.

## Carrière
Tagame werd geboren in een familie die afkomstig is van de samoerai. Hij begon zijn carrière als mangaka tijdens zijn studies grafische vormgeving aan de Tama Kunstuniversiteit (多摩美術大学). Tijdens een reis naar Europa ontdekte hij het Amerikaanse hardcore gay S&M magazine Drummer. Het tijdschrift bevatte tekeningen van Bill Ward. Deze oefende een grote invloed uit op Tagame. Tagame begon met het uitgeven van erotica onder het pseudoniem Gengoroh Tagame in 1986. Sinds 1994 verdient hij genoeg om te leven van zijn kunst. Tagame's werk wordt uitgegeven in verscheidene Japanse gay magazines, waaronder Sabu G-men en SM-Z.
Het oeuvre van Tagame gaat vaak over "viriele mannen of jongelingen en hun fysieke en mentale submissie". Bekende werken zijn Jujitsu Kyoshi in B Product; Emono, Shirogane no Hana (3 volumes) en Pride (3 volumes) in G-Project.
Tagame is bekend als archivaris van Japanse homoseksuele erotica. Hij publiceerde een kunstboekenreeks over de geschiedenis van gay erotische kunst in Japan tussen 1950 en het heden getiteld 日本のゲイ・エロティック・アート (Nihon no gei, erotikku āto, Homoseksuele erotische kunsten in Japan).
Rond 2015 begon Tagame met het tekenen van manga voor alle leeftijden naast zijn erotische werk. Zijn eerste dergelijke werk was Otouto no Otto (弟の夫, De echtgenoot van mijn broer), welke in Futabashi's Monthly Action magazine werd uitgegeven. Deze titel werd vertaald naar het Engels en het Frans. De reeks ontving internationale lof en won verscheidene prijzen. In maart 2018 begon Monthly Action met de uitgave van Bokura No Shikisai (僕らの色彩, Onze Kleuren), Tagame's tweede manga voor alle leeftijden.

## Invloeden
Tagame wordt de meest invloedrijke tekenaar van gay manga in Japan genoemd. Zijn tekenstijl, waarin mannen gespierd en behaard zijn, was rond 1995 een katalysator voor een verschuiving in de modestijlen die populair zijn bij Japanse homoseksuele mannen. Hiervoor lag de focus op het geschoren en magere bishonen stereotype.

## Vertalingen
Een aantal van Tagame's werken werden vertaald naar het Engels en het Frans. Zijn oeuvre was ook deel van het boek Massive: Gay Erotic Manga and the Men Who Make It (2014), het eerste Engelstalige overzicht van homoseksuele manga als genre.